# Володимир Лукашевський
о. Володимир Лукашевський (нар. 19 червня 1992, Івано-Франківськ, Україна) — український священник Української греко-католицької церкви, богослов, публіцист, журналіст, автор духовних книг. Член Національної спілки журналістів України.

## Біографія

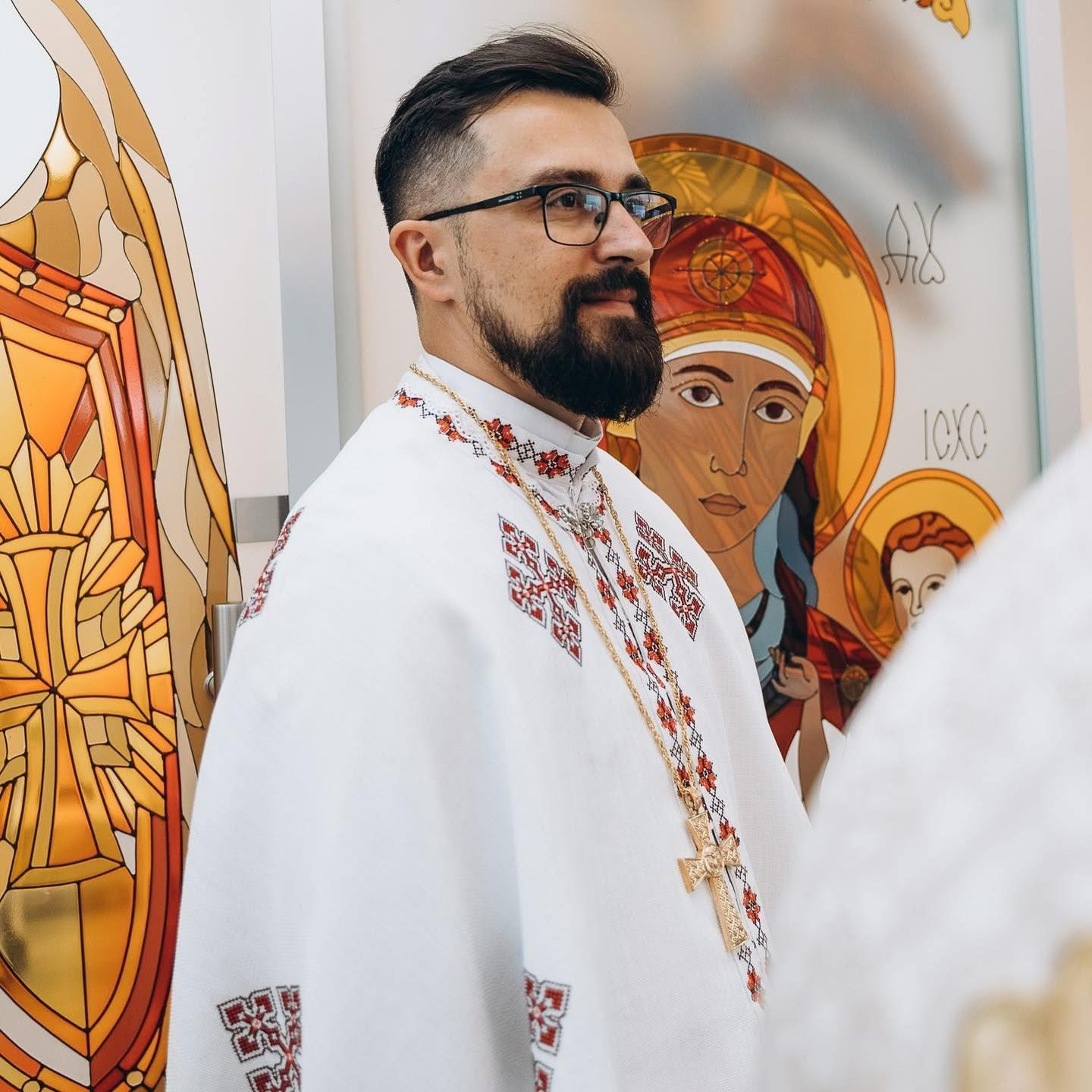
о. Володимир Лукашевський

Народився 19 червня 1992 року в Івано-Франківську. Навчався в школі-садку №3, загальноосвітній школі №17, а згодом — в Українській гімназії №1.
У 2010 році вступив до Івано-Франківської духовної семінарії та Теологічної академії (нині — Івано-Франківський Богословський університет), які закінчив у 2017 році. Того ж року вступив до Університету Короля Данила, де здобував освіту за спеціальністю «Реклама і зв’язки з громадськістю».

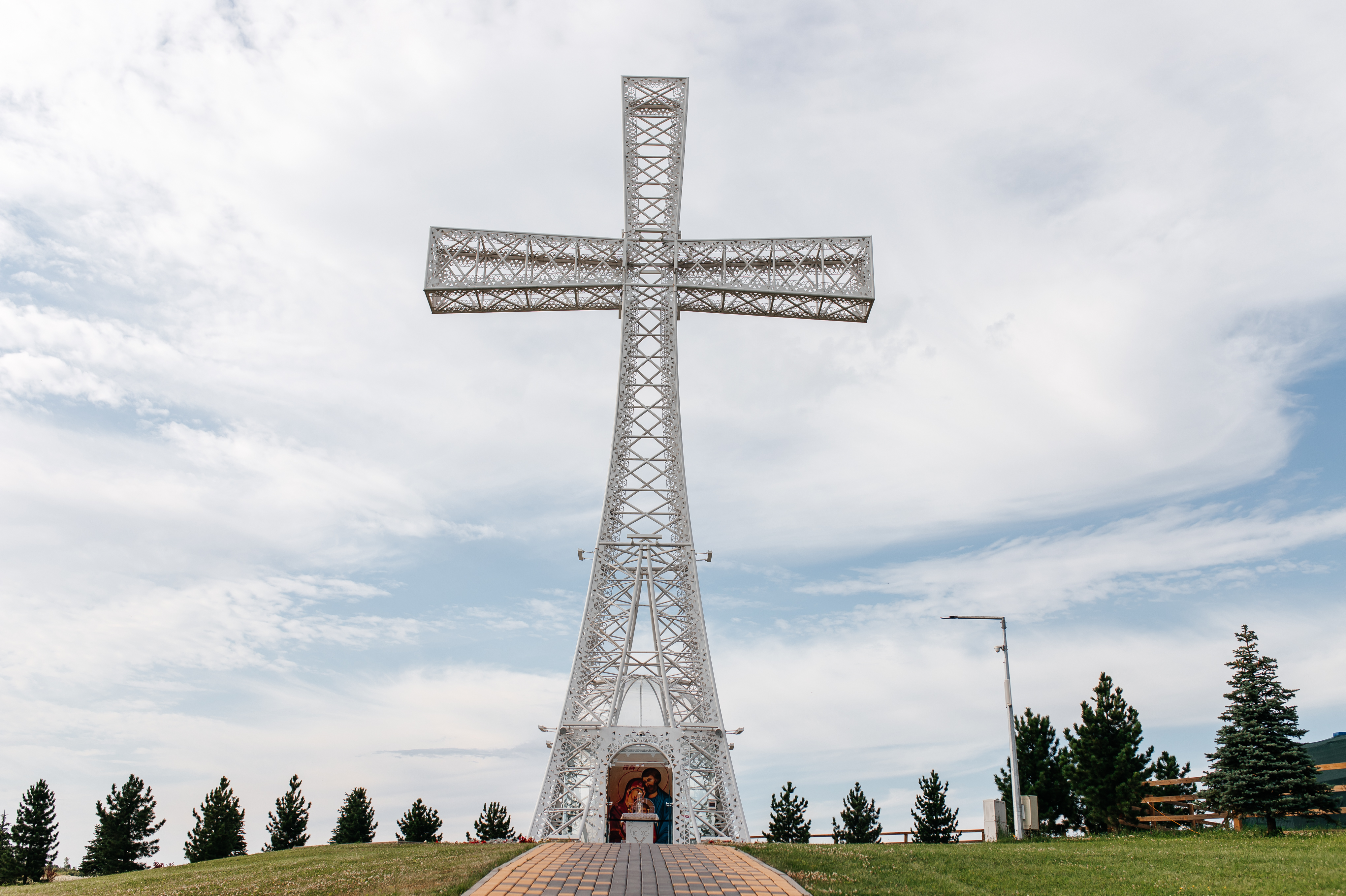
Відпустовий центр блаженного Симеона Лукача, Старуня

З 2015 по 2022 рік працював прес-секретарем Івано-Франківської архієпархії УГКЦ. У 2020 році став членом Національної спілки журналістів України.
У 2018 році був висвячений на священника архієпископом і митрополитом Івано-Франківським владикою Володимиром Війтишиним. Спочатку служив у парафії Стрітення Господнього в Івано-Франківську, пізніше — у богослужбовій каплиці блаженної Йосафати. З 2022 року є священником у Відпустовому центрі блаженного Симеона Лукача в с. Старуня, де також відповідає за медійний супровід.
З 2023 року виконує обов’язки шкільного капелана в Івано-Франківському приватному ліцеї ВС СКУЛ.
З 2024 року – студент ліценціатської програми з морального богослівʼя Українського Католицького Університету. Тема наукового дослідження: «Маніпуляція правдою в інформаційній війні Росії проти України крізь призму Вчення Католицької Церкви».
Активно займається духовною просвітою, проводить місії та реколекції в Україні та за кордоном. 

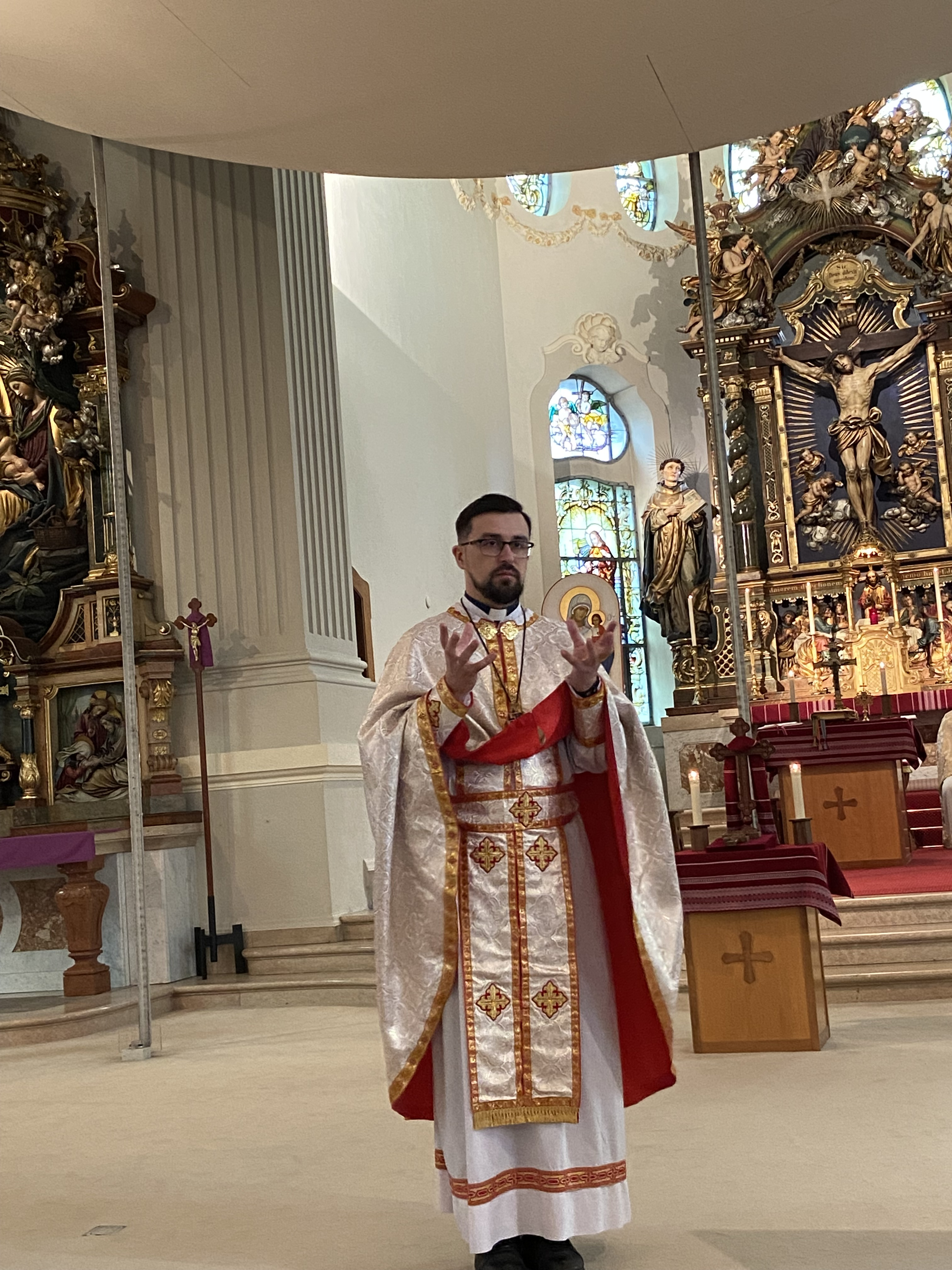
На місіях в Інсбруку (Австрія)

## Творчість

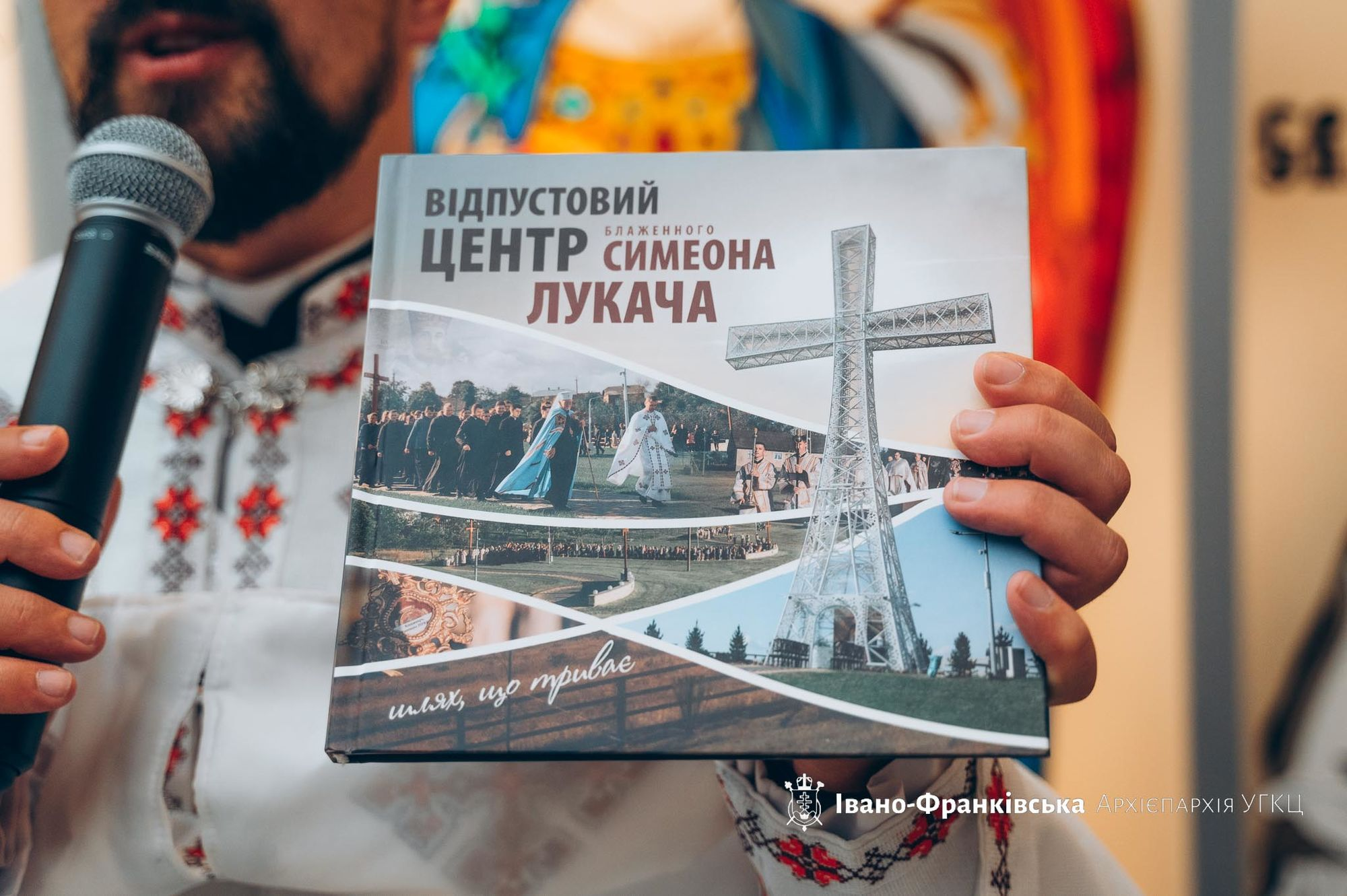
Презентація книги о. Володимира Лукашевського

Є автором кількох духовних книг:
- «Увесь Твій, Маріє» (2021)
- «Дорога до Вифлеєму» (2021)
- «Відпустовий центр блаженного Симеона Лукача: шлях, що триває» (2023)
- «Дев'ятниця до блаженного Симеона Лукача» (2023)
- «Дорога до Єрусалиму: роздуми над хресною дорогою Спасителя» (2024)
- «В обіймах хреста: роздуми над хресною дорогою Спасителя» (2024)
- «Серце сповнене любовʼю: розповідь дітям про блаженного Симеона Лукача» (2025)

Публікує статті та блоги в українських релігійних та суспільних виданнях, зокрема у «Новій Зорі», «Слові» та «Слові Симеона».

## Особисте життя

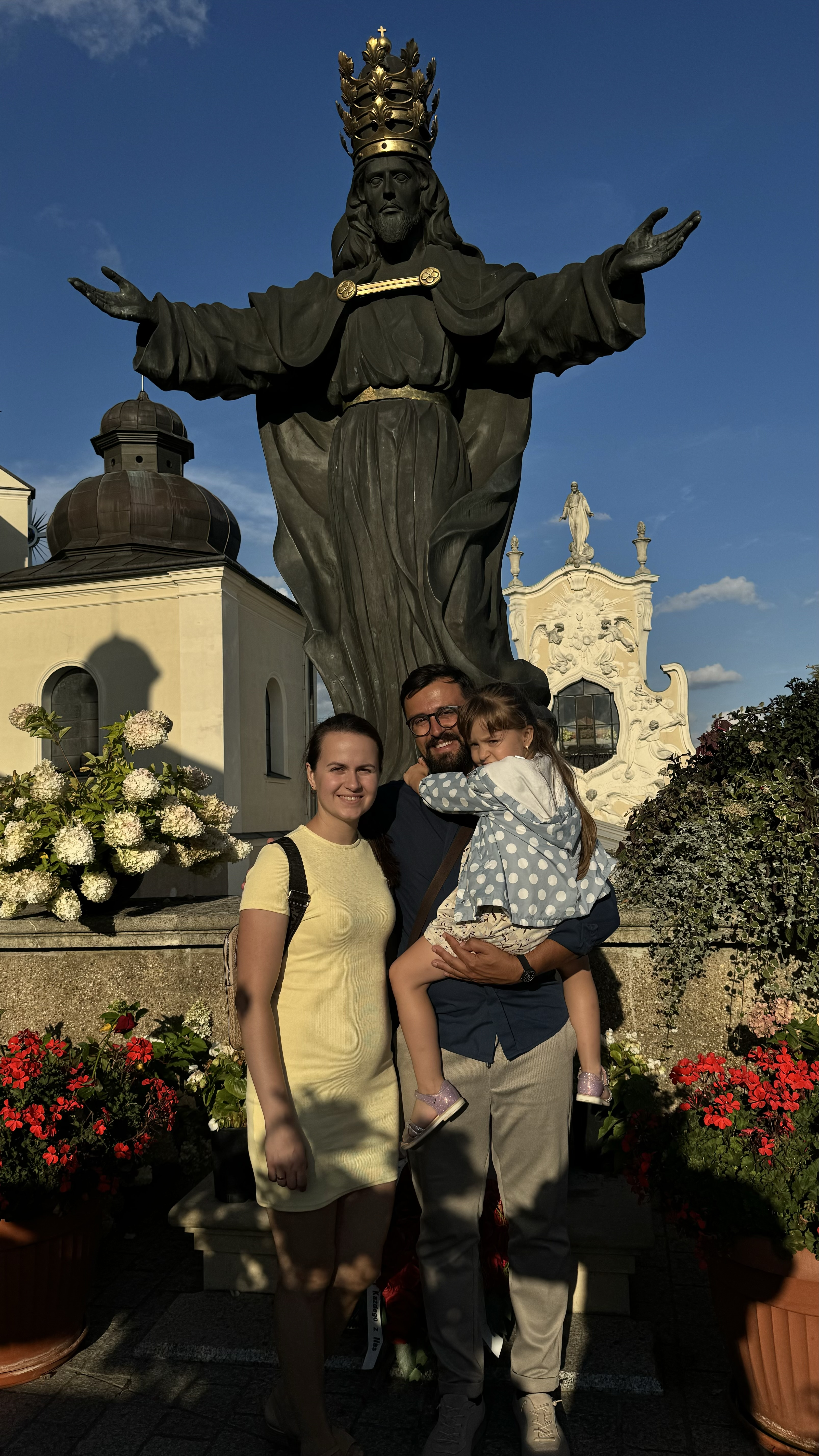
З родиною

Одружений. Дружина — Мар’яна Лукашевська (Дзеньків), працює вчителькою початкових класів. Має доньку Варвару.